# Thiaville-sur-Meurthe
Thiaville-sur-Meurthe è un comune francese di 495 abitanti situato nel dipartimento della Meurthe e Mosella nella regione del Grand Est.

## Società

### Evoluzione demografica
Abitanti censiti